# Братилову
Братилову (рум. Bratilovu) — село в Румынии в составе жудеца Мехединци. Административно ныне входит в состав города Бая-де-Арамэ.

## История
Село Братилову известно по крайней мере с конца XIV столетия. Документально зафиксирована дата 1391 год. Уже в XX веке вошло в городскую черту Бая-де-Арамэ.
В Братилову родился классик румынской живописи, художник Иполит Страмбулеску (1871 −1934).